# Sava-Arangel Čestić
Sava-Arangel Čestić (Servisch: Сава Аранђел Честић) (Offenbach am Main, 19 februari 2001) is een Servisch-Duits voetballer die doorgaans speelt als centrale verdediger. In januari 2023 tekende hij voor Heracles Almelo. Čestić maakte in 2021 zijn debuut in het Servisch voetbalelftal.

## Clubcarrière
Čestić begon met voetballen bij SG Rosenhöhe en kwam in 2011 in de opleiding van Kickers Offenbach terecht. Hierna speelde hij voor FSV Frankfurt en Schalke 04, voor hij in 2019 terechtkwam in de jeugdopleiding van 1. FC Köln. Bij deze club speelde hij vanaf het begin van het seizoen 2020/21 in het tweede elftal in de Regionalliga West. Later dat seizoen, op 28 november 2020, maakte hij zijn debuut in het eerste elftal op bezoek bij Borussia Dortmund in de Bundesliga. Door twee doelpunten van Ellyes Skhiri en een tegengoal van Thorgan Hazard werd door Köln met 1–2 gewonnen. Čestić mocht van coach Markus Gisdol in de basisopstelling starten en speelde het gehele duel mee. Uiteindelijk kwam hij dat seizoen tot elf competitiewedstrijden in het eerste elftal. Het halve jaar erna kwam hij alleen tot optredens voor het reserveteam, waarna hij in januari 2022 tot het einde van het seizoen tekende voor HNK Rijeka. Na dat contract verliet hij Rijeka. In december 2022 tekende hij een contract ingaande per januari 2023, voor drieënhalf jaar, bij Heracles Almelo. Als kampioen van de Eerste divisie promoveerde Čestić met Heracles na afloop van het seizoen 2022/23 naar de Eredivisie. Hij raakte in januari 2024 geblesseerd aan zijn enkel terwijl hij een overtreding maakte op Ajax-spits Brian Brobbey.

## Clubstatistieken
| Seizoen | Club            | Competitie     | Competitie | Competitie | Beker | Beker | Internationaal | Internationaal | Totaal | Totaal |
| Seizoen | Club            | Competitie     | Wed.       | Dlp.       | Wed.  | Dlp.  | Wed.           | Dlp.           | Wed.   | Dlp.   |
| ------- | --------------- | -------------- | ---------- | ---------- | ----- | ----- | -------------- | -------------- | ------ | ------ |
| 2020/21 | 1. FC Köln II   | Regionalliga   | 12         | 2          | —     | —     | —              | —              | 12     | 2      |
| 2020/21 | 1. FC Köln      | Bundesliga     | 11         | 0          | 0     | 0     | —              | —              | 11     | 0      |
| 2021/22 | 1. FC Köln II   | Regionalliga   | 16         | 0          | —     | —     | —              | —              | 16     | 0      |
| 2021/22 | HNK Rijeka      | 1. HNL         | 8          | 0          | 1     | 0     | —              | —              | 9      | 0      |
| 2022/23 | Heracles Almelo | Eerste divisie | 8          | 0          | 1     | 0     | —              | —              | 9      | 0      |
| 2023/24 | Heracles Almelo | Eredivisie     | 6          | 0          | 0     | 0     | —              | —              | 6      | 0      |
| 2024/25 | Heracles Almelo | Eredivisie     | 0          | 0          | 0     | 0     | —              | —              | 0      | 0      |
| Totaal  | Totaal          | Totaal         | 61         | 2          | 2     | 0     | 0              | 0              | 63     | 2      |

Bijgewerkt op 22 april 2025.

## Interlandcarrière
Čestić maakte zijn debuut in het Servisch voetbalelftal op 7 juni 2021, toen in een vriendschappelijke wedstrijd met 1–1 gelijkgespeeld werd tegen Jamaica door doelpunten van Andre Gray en Strahinja Pavlović. Čestić mocht van bondscoach Dragan Stojković in de basisopstelling beginnen en hij werd in de rust naar de kant gehaald. De andere Servische debutanten dit duel waren Đorđe Nikolić (FC Basel), Marko Ilić (KV Kortrijk), Miloš Vulić (Crotone), Aleksa Terzić (Empoli), Ivan Ilić (Hellas Verona), Željko Gavrić (Rode Ster Belgrado), Nemanja Jović (Partizan) en Dejan Joveljić (Wolfsberger AC).
| Interlands van Sava-Arangel Čestić voor Servië | Interlands van Sava-Arangel Čestić voor Servië | Interlands van Sava-Arangel Čestić voor Servië | Interlands van Sava-Arangel Čestić voor Servië | Interlands van Sava-Arangel Čestić voor Servië | Interlands van Sava-Arangel Čestić voor Servië |
| №                                              | Datum                                          | Wedstrijd                                      | Uitslag                                        | Competitie                                     | Goals                                          |
| Als speler bij 1. FC Köln                      | Als speler bij 1. FC Köln                      | Als speler bij 1. FC Köln                      | Als speler bij 1. FC Köln                      | Als speler bij 1. FC Köln                      | Als speler bij 1. FC Köln                      |
| ---------------------------------------------- | ---------------------------------------------- | ---------------------------------------------- | ---------------------------------------------- | ---------------------------------------------- | ---------------------------------------------- |
| 1                                              | 7 juni 2021                                    | Jamaica – Servië                               | 1 – 1                                          | Vriendschappelijk                              |                                                |
| 2                                              | 11 juni 2021                                   | Japan – Servië                                 | 1 – 0                                          | Vriendschappelijk                              |                                                |

Bijgewerkt op 22 april 2025.